# M26
M26 (NGC 6694) е разсеян звезден куп, разположен по посока на съзвездието Щит. Открит е от Шарл Месие през 1764.
Диаметърът на М26 е около 22 св.г., а самият куп е на около 5000 св.г. от Земята. Най-ярката звезда от купа е с видима звездна величина +11.9. Възрастта на купа се оценява на 89 млн. години. Интересна особеност на купа е липсата на сгъстяване на звездите към центъра на купа, което най-вероятно се дължи на тъмен междузвезден облак, разположен на пътя на светлинните лъчи.